# Забайкальсько-Амурський військовий округ
Забайка́льсько-Аму́рський військо́вий о́круг (ЗАВО) — одиниця військово-адміністративного поділу у СРСР, один з військових округів, що існував у період з 1945 по 1947.

## Історія
Забайкальсько-Амурський військовий округ утворений у жовтні 1945 на базі польового управління Забайкальського фронту, який щойно завершив радянсько-японську війну, і дислокувалося в Хабаровську. У вересні-жовтні 1945 на території Далекого Сходу було утворено 3 військових округи: на базі Забайкальського фронту — Забайкальсько-Амурський військовий округ, на базі 1-го Далекосхідного — Приморський військовий округ (ПримВО), на базі 2-го Далекосхідного фронтів — Далекосхідний військовий округ (ДВО).
Територія округу включала Бурят-Монгольську АРСР, Читинську область, частину Хабаровського краю (за винятком Камчатки та Сахаліна), райони Нижньо-Амурської області (східніше річки Амур) та Комсомольськ-на-Амурі.
У травні 1947 управління округу перетворено на управління головнокомандувача військами Далекого Сходу, а округ перейменований в Забайкальський.
Частина його території включена в Далекосхідний військовий округ.
Командувач військами округу був Маршал Радянського Союзу Малиновський Р. Я..

## Командування

### Командувачі
- Маршал Радянського Союзу Малиновський Р. Я. (10 вересня 1945 — 22 травня 1947)